# さよならのオーシャン
「さよならのオーシャン」は、日本のシンガーソングライターである杉山清貴の楽曲。自身が出演したダイドードリンコ「ダイドージョニアンコーヒー」のCMソングとしてオンエアされ、1986年5月28日にVAPのEmbarkレーベルから1枚目のシングルとしてリリースされた。

## 背景
1985年に杉山が在籍していたバンドの杉山清貴&オメガトライブが解散し、ソロに転身した最初の楽曲として発表された。経緯として、オメガトライブのメンバー自身の将来を考えはじめ、当時はクリエイターから楽曲を制作していたこともあり、メンバーは責任感がなかったという。杉山は「やっぱり男として、30歳ってひとつの区切りじゃないですか。30まであと数年という年になって、それぞれが『俺は作曲家になりたい』とか『スタジオ・ミュージシャンになりたい』とか将来を考えた時に、『今のうちから準備をしておかないとまずいんじゃないの？』となった」と語っており、その中で「今後、曲が売れなくなってツアーができなくなったらどうしよう？」と考えた際「売れなくなったから解散というのはみっともない。ならば一番いい時にやめようよ」という結論に至り、多数決で解散が決定したという。
だが、翌年のツアーも控えていた中で、運営の相談も無しに突然解散を決めたため、杉山は「上は本当に大変だったと思います。あらためて振り返るととんでもないことですが、結果的にそれで良かった」と語っている。

## リリース
1986年5月28日にVAPのEmbarkレーベルから7インチレコード、1988年2月21日に8cmCDとしてリリースされた。
1994年4月25日にVAPから8cmCDとしてカップリング曲を「最後のHoly Night」に差し替たうえで再リリースされ、2007年11月21日にマキシシングルとして2度再リリースされた。

## 記録
オリコンチャート上において20.3万枚の売上を記録し、次作「最後のHoly Night」（1986年）についで、2番目のヒット作品となっている。

## 収録曲

### オリジナル盤
| 全作曲: 杉山清貴。 |                          |            |            |        |      |
| #                  | タイトル                 | 作詞       | 作曲・編曲 | 編曲   | 時間 |
| 1.                 | 「さよならのオーシャン」 | 大津あきら | 杉山清貴   | 佐藤準 | 4:52 |
| 2.                 | 「SHADOW」               | 麻生圭子   | 杉山清貴   | 松下誠 | 4:33 |
| 合計時間:          | 合計時間:                | 合計時間:  | 合計時間:  | 9:25   |      |

### 再リリース盤
| 全作曲: 杉山清貴。 |                          |            |            |                                             |      |
| #                  | タイトル                 | 作詞       | 作曲・編曲 | 編曲                                        | 時間 |
| 1.                 | 「さよならのオーシャン」 | 大津あきら | 杉山清貴   | 佐藤準                                      | 4:52 |
| 2.                 | 「最後のHoly Night」     | 売野雅勇   | 杉山清貴   | - 笹路正徳 - コーラスアレンジ: 木戸やすひろ | 5:23 |
| 合計時間:          | 合計時間:                | 合計時間:  | 合計時間:  | 10:15                                       |      |

## リリース履歴
| No. | 日付           | レーベル     | 規格            | 規格品番   | 備考                                                            |
| --- | -------------- | ------------ | --------------- | ---------- | --------------------------------------------------------------- |
| 1   | 1986年5月28日  | VAP / Embark | 7インチレコード | 10233-07   |                                                                 |
| 2   | 1988年2月21日  | VAP / Embark | 8cmCD           | 20013-10   | 再リリース盤                                                    |
| 3   | 1994年4月25日  | VAP          | 8cmCD           | VPDC-21004 | - 再リリース盤 - カップリング曲を「最後のHoly Night」に差し替え |
| 4   | 2007年11月21日 | VAP          | CD              | VPCC-82236 | - 再リリース盤 - カップリング曲を「最後のHoly Night」に差し替え |

## タイアップ
| # | 曲名                     | タイアップ                                | 出典  |
| - | ------------------------ | ----------------------------------------- | ----- |
| 1 | 「さよならのオーシャン」 | ダイドージョニアンコーヒー イメージソング | [ 1 ] |

## カバー
| 曲名                     | アーティスト           | 収録作品                                            | 発売日       | 備考                                                                        | 出典  |
| ------------------------ | ---------------------- | --------------------------------------------------- | ------------ | --------------------------------------------------------------------------- | ----- |
| 「さよならのオーシャン」 | 中西アルノ（乃木坂46） | 映像作品『新・乃木坂スター誕生! 第3巻 Blu-ray BOX』 | 2023年8月4日 | 杉山とのデュエットとして披露し、2022年9月13日（12日深夜）にオンエアされた。 | [ 7 ] |